# Abitare
Abitare is een Italiaans tijdschrift over architectuur, design en grafische vormgeving. Het blad is gevestigd in Milaan, verschijnt maandelijks en is tweetalig: Italiaans en Engels. Aan het blad werkten in het verleden bekende architecten en ontwerpers mee en het blad wordt gezien als een van de toonaangevende architectuur- en designtijdschriften.

## Geschiedenis
Het blad werd opgericht in 1961 door Piera Peroni die een decennium lang hoofdredacteur was. De oorspronkelijke naam was Casa Novità; vanaf het 6e nummer werd dit Abitare. In 1974 overleed Piera Peroni, waarna Franca Santi Gualteri, journaliste en medewerkster vanaf het eerste uur, het tijdschrift van 1974 tot 1992 leidde.  In 1976 werd het blad overgenomen door Renato Minetto, die het de kern maakte van zijn nieuwe uitgeverij, Editrice Abitare Segesta. In 1992 werd Italo Lupi hoofdredacteur, al eerder, van 1975 tot 1985, artdirector van het maandblad. In 1995 werd Roberto Minetto, zoon van Renato Minetto, CEO van de uitgeverij. In 1997 werd het tijdschrift Case da Abitare gelanceerd, onder redactie van Silvia Latis. In 2005 werd Editrice Abitare Segesta overgenomen door de groep RCS MediaGroup. In 2007 nam Lupi, na 15 jaar, afscheid van het blad. Sindsdien is Stefano Boeri hoofdredacteur (voorheen directeur van het maandblad Domus).

## Wetenswaardigheden
In 2002 was de gehele 417e editie van het blad gewijd aan de Maastrichtse architectuurwijk Céramique.